# Уаляга
Уаляга (на испански: Río Huallaga) е река в централната част на Перу, в регионите Паско, Хуануко, Сан Мартин и Лорето, десен приток на Мараньон (лява съставяща на Амазонка). Дължината ѝ е 1138 km, а площта на водосборния басейн – около 95 000 km² (26,14% от водосборния басейн на Мараньон).
Река Уаляга води началото си от малко планинско езеро, разположено на 4264 m н.в., на източния склон на Западните Перуански Кордилери, на 20 km източно от град Серо де Паско, административен център на региона Паско. По цялото си протежение тече предимно в северно направление, като в горното течение протича в широка долина между Централните Перуански и Източните Перуански Кордилери. След устието на левия си приток Уалябамба чрез дълбоки, на места непроходими дефилета пресича Източните Перуански Кордилери и при устието на десния си приток Чипурика излиза от планините. От тук до устието си тече през най-западната част на Амазонската низина, като се превръща в голяма, широка и мощна река с бавно и спокойно течение, множество меандри и течаща сред гъсти и влажни екваториални гори. В района на малкото индианско селце Чонгаяпе, на 111 m н.в. се влива отдясно в река Мараньон (лява съставяща на Амазонка).
Основни притоци: леви – Монсон (105 km), Уалябамба (243 km), Майо (350 km, най-голям приток), Паранапура (181 km), Айпена (175 km); десни – Чипурина (145 km). Река Уаляга има смесено подхранване – дъждовно и снежно, като преобладава дъждовното. Пълноводието ѝ е от септември до март. Средният годишен отток в устието е 3800 m³/s. Плавателна е за плитко газещи речни съдове на 250 km от устието си, до град Юримагуас.